# Nando Álvarez
Fernando Giménez Álvarez (Manila, Islas Filipinas, 15 de octubre de 1925; Estados Unidos, 16 de febrero de 2013), más conocido como Nando Álvarez, fue un futbolista filipino de ascendencia española y naturalizado estadounidense, director ejecutivo deportivo y árbitro. Es conocido por introducir la señal de sustitución, un gesto utilizado por los árbitros de la FIFA cuando un jugador entra y otro abandona el campo durante los partidos de fútbol internacional.

## Juventud
Fernando Álvarez nació el 15 de octubre de 1925, hijo de Fernando Álvarez García y Adelina Jiménez Acosta, inmigrantes españoles en Filipinas. Tuvo siete hermanos, a pesar de que solo él y otro de sus hermanos vivieron hasta la edad adulta.
Fernando Álvarez estudió en la Universidad de La Salle, donde cursó la mayor parte de sus estudios, y poco antes del estallido de la Segunda Guerra Mundial se trasladó a la Universidad de San Beda. Después de la guerra, terminó sus estudios en la Universidad del Este.

## Servicio militar
Durante la Segunda Guerra Mundial se unió a Hukbalahap, un grupo de resistencia que luchó contra la ocupación japonesa. Posteriormente sirvió en el Ejército de los Estados Unidos, lo que le llevaría a obtener la ciudadanía estadounidense. Formó parte de la Marina Mercante de los Estados Unidos hasta 1947, cuando fue relevado honorablemente de la organización.

## Carrera futbolística

### Como jugador
Siendo estudiante Álvarez jugó para el equipo de la Universidad de San Beda. Fue también el capitán del selección nacional de fútbol de Filipinas.
A nivel de club fue un puntal fundamental del equipo Turbo Salvajes de la liga de fútbol de Manila a finales de los años 40, el cual ganó cuatro de los cinco primeros títulos desde la reanudación de la liga en 1947.

### Como entrenador
Álvarez fue el entrenador en jefe de la selección nacional de Filipinas, que terminó última en los juegos asiáticos de 1962.

### Como árbitro
Álvarez adquirió el estatus de árbitro de la FIFA en 1958 y ofició 32 partidos internacionales celebrados entre 1959 y 1973. Entre 1966 y 1988, Álvarez fue miembro del Comité de Árbitros de la Confederación Asiática de Fútbol. Como parte de la Junta Internacional de Árbitros de la FIFA, Álvarez fue quien introdujo la señal de sustitución que utilizan los árbitros cada vez que un jugador entra o sale del terreno de juego en los partidos internacionales.
Fernando Álvarez es reconocido por elevar el prestigio de los árbitros de fútbol estadounidenses. En la década de los 90, la inclusión de Esse Baharmast como uno de los árbitros de la Copa Mundial de Fútbol de 1998 en Francia fue el resultado de la intervención de Álvarez. Este escribió al presidente de la FIFA, João Havelange, proponiendo que Baharmast arbitrase en el mundial.
De 1990 a 2009, Álvarez trabajó como árbitro para Cal North, una organización juvenil de fútbol en el norte de California . Desde Cal North Álvarez sirvió como mentor de varios árbitros estadounidenses, incluido Kari Seitz, quien ha arbitrado partidos en la Copa Mundial Femenina de Fútbol y los Juegos Olímpicos.
También participó en el programa de árbitros de la Federación de Fútbol de los Estados Unidos (USSF) ayudando a la asociación a establecer un programa de intercambio de árbitros con otras federaciones a nivel nacional. Sirvió como miembro del Comité de Árbitros de la FIFA durante 12 años, desde Estados Unidos.

### Como ejecutivo deportivo
Álvarez también ocupó cargos ejecutivos no relacionados con el arbitraje. De 1978 a 1988, fue Vicepresidente de la Confederación Asiática de Fútbol . A nivel nacional, ocupó el cargo de Secretario General de la Federación Filipina de Fútbol en los años 60 y 70.

## Honores
Recibió reconocimiento por sus contribuciones al fútbol. Fue condecorado con la Orden del Mérito de la FIFA en 2005 por el entonces presidente de la USSF S. Robert Contiguglia, habiendo sido nominado por la Federación de Fútbol de Filipinas.
En 1973, la FIFA le concedió el Special Referee Award, convirtiéndose en el único árbitro asiático en obtener esa distinción. La Confederación Asiática de Fútbol también le ha dado el premio AFC al servicio distinguido (AFC Distinguished Service Award) y la Federación Filipina de Fútbol le otorgó en 2004 un premio especial bajo la categoría de "logros internacionales".

## Vida personal
Fernando Álvarez estuvo casado con María Lourdes Rotaeche. Se casaron el 30 de junio de 1951 y tuvieron seis hijos. En 1990, después de que la mayoría de sus hijos se mudaran a San Francisco, la pareja emigró a los Estados Unidos para unirse a sus ellos en California. Álvarez murió el 16 de febrero de 2013, poco tiempo después de la muerte de su esposa a finales de 2012 . 